# Louis-Gonthier II de Schwarzbourg-Rudolstadt
 (septembre 2012).
Si vous disposez d'ouvrages ou d'articles de référence ou si vous connaissez des sites web de qualité traitant du thème abordé ici, merci de compléter l'article en donnant les références utiles à sa vérifiabilité et en les liant à la section « Notes et références ».
Titre
Prince de Schwarzbourg-Rudolstadt
10 juillet 1767 – 29 août 1790
(23 ans, 1 mois et 19 jours)
Louis-Gonthier II de Schwarzbourg-Rudolstadt (aussi connu sous le nom de Louis Günther IV[pourquoi ?]), né le 22 octobre 1708 à Rudolstadt et mort le 29 août 1790 dans la même ville, est le prince de Schwarzbourg-Rudolstadt de 1767 jusqu'à sa mort.

## Biographie
Louis-Gonthier est le plus jeune fils du prince Louis-Frédéric Ier de Schwarzbourg-Rudolstadt et de sa femme Anne-Sophie de Saxe-Gotha-Altenbourg. Le prince Louis-Gonthier est le treizième et plus jeune enfant de sa fratrie. Il grandit auprès de sept de ses sœurs et de ses trois frères, ses deux autres sœurs étant mortes avant sa naissance.
Pendant sa jeunesse, Louis-Gonthier voyage en Italie. Grâce à cela, il peut admirer l'héritage artistique d'Italie. Il est colonel à Milan de 1726 à 1731. Sa carrière militaire est abrégée pour causes de problèmes liés à ses oreilles.

## Mariage et descendance
Louis-Gonthier II s'est marié le 22 octobre 1733 dans la ville de Greiz avec la comtesse Sophie Henrietta de Reuss-Untergreiz (1711-1771). Ils ont quatre enfants :
- Frédérique Sophie (1734-1734)
- Christiane Frédérique (1735-1738)
- Frédéric-Charles de Schwarzbourg-Rudolstadt (1736-1793), son successeur.
- Christian Ernst (1739-1739)